# Barthélemy Bogandastadion
Het Barthélemy Boganda Stadion is een multifunctioneel stadion in Bangui, de hoofdstad van de Centraal-Afrikaanse Republiek. Het stadion wordt meestal gebruikt voor voetbalwedstrijden. Er kunnen 20.000 toeschouwers in. Het stadion is vernoemd naar de een staatsman uit het land, Barthélemy Boganda (1910-1959). AS Tempête Mocaf speelt in dit stadion zijn thuiswedstrijden. Ook het nationale elftal speelt hier wel eens internationale wedstrijden.
Het Chinese bedrijf Complan begon in 2003 met de voorbereidingen en in 2006 startte de bouw van het stadion. Het stadion werd geopend in december 2006 door de president François Bozizé..